# Холодний (Магаданська область)
Холодний (рос. Холодный) — селище міського типу в Сусуманському районі Магаданської області Росії.

## Географія
Географічні координати: 62°42' пн. ш. 147°54' сх. д. Часовий пояс — UTC+10.
Відстань до районного центру, міста Сусуман, становить 13 км, а до обласного центру — 570 км. Поблизу селища протікає річка Берелех.

## Історія
Сучасна назва селища походить від струмка Холодний, який протікає поруч і був названий так геологом З. Арабеєм у 1936 році.
Статус селища міського типу — з 1962 року.

## Населення
Чисельність населення за роками:
| 1970 | 1979 | 1989 | 2002 | 2010 | 2015 |
| ---- | ---- | ---- | ---- | ---- | ---- |
| 1181 | 1411 | 1826 | 1344 | 1062 | 874  |

За даними перепису населення 2010 року на території селища проживало 1062 особи. Частка чоловіків у населенні складала 52,6% або 559 осіб, жінок — 47,4% або 503 особи.